# MarketCast
MarketCast es una empresa estadounidense que especializa en fandom, investigación de mercados y la analítica de datos. Basado en Los Ángeles, se fundó en 1987 y es una empresa de portafolio de Kohlberg & Company. Se ofrece investigación y ciencia de datos a empresas de la gama de estudios de Hollywood a servicios de streaming, publicadores de videojuegos y empresas de estilo de vida businesses a ligas de deportes. Tiene oficinas ubicadas en Los Ángeles, Nueva York, Boston, Londres, y Reading. 
Se describió MarketCast como el "operador destacado iterativo de servicios de prueba y benchmarking que apuntala el desarrollo de campañas de mercadotecnia a nivel mundial."

## Historia
MarketCast se fundó por Joseph Helfgot cuando presentaba estudios de posicionamiento a Orion Pictures para ayudar a su equipo de mercadotecnia con las películas Dances With Wolves y The Silence of the Lambs. Se la había comprado Reed Business Information en 2000 y luego se la vendió a Shamrock Holdings en 2012. En 2016, se la compró de RLJ Equity Partners y State Street Global Advisors. En agosto de 2015 MarketCast compró el Insight Strategy Group. En agosto de 2017, MarketCast compró Fizziology, una empresa de analítica de datos basado en Indianápolis, y en 2018 compró Turnkey Intelligence, una empresa de investigación de deporte. Como resultado de estas 4 compras, MarketCast empezó de operar a través de cuatro conocimientos de ramas de consumidores. En septiembre de 2020 compró la empresa de ciencia de datos  Deductive.